# Titanoceratop

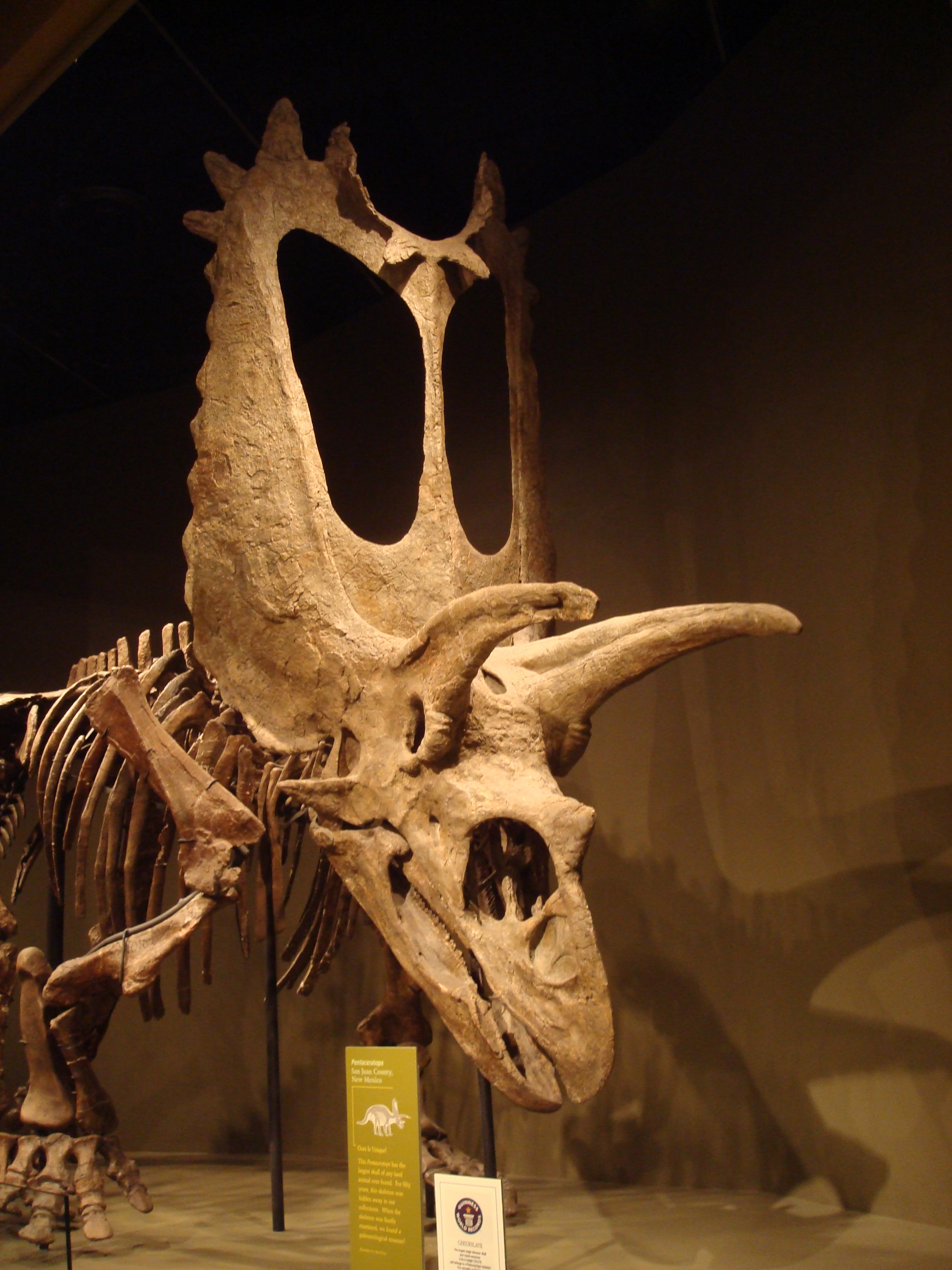
Holotip erròniament etiquetat i amb la cresta reconstruïda segons el pentaceratop.

El titanoceratop (Titanoceratops, "cara banyuda titànica") és un gènere de dinosaure ceratop casmosaurí gegant que va viure al Cretaci superior (Campanià superior, 73-74 Ma) en el que actualment és Nou Mèxic, Estats Units. Es tracta del triceratopsini més antic conegut. Fou descrit per primera vegada per Nicholas R. Longrich l'any 2011 i l'espècie tipus és Titanoceratops ouranous. Prèviament a aquest estudi, es pensava que titanoceratop era un exemplar aberrant i excepcionalment gran de pentaceratop, fins que es va descobrir que no presentava els caràcters diagnòstic d'aquest altre gènere. El titanoceratop era el tàxon germà d'un clade format pel eotriceratop, el triceratop i el torosaure.